# Kanal
För andra betydelser, se Kanal (olika betydelser).

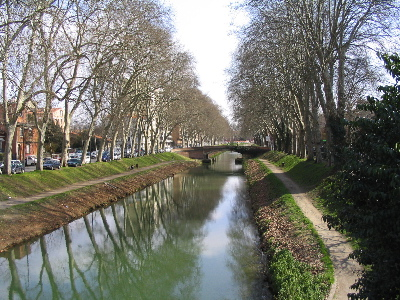
Canal du Midi i Frankrike.

En kanal är en anlagd farled, vanligen för sjöfart eller för vattenavledning, dräneringskanal, exempelvis till eller från vattenkraftverk eller i samband med bevattningsanläggningar. Benämningen används ibland även vid naturliga sund, till exempel Engelska kanalen.

## Ordets härledning
Ordet kanal kommer av latinets canna som betyder rör. Ännu tidigare har ordet ”ghanat”, det persiska ordet för kanal, varit ursprungsordet som användes tidigare som begrepp för bevattningskanaler. Det äldre svenska ordet för kanal är grav (gammalstavat graf, har med gräva att göra) vilket även används idag i till exempel vallgrav.

## Trafikkanaler

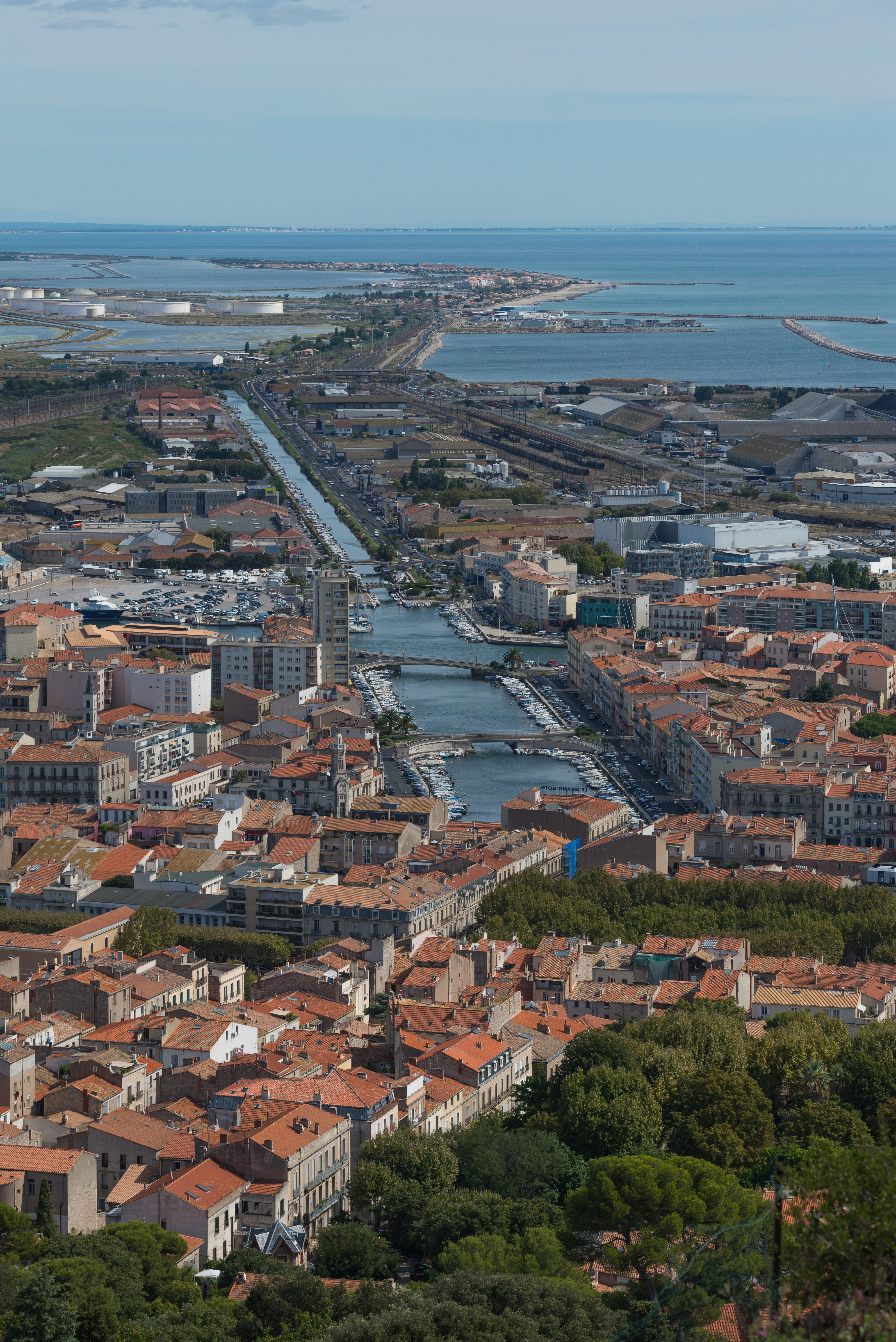
Canal de La Peyrade i Sète.

Kanaler byggs upp med omgivande vallar eller förläggs i skärningar. Trafikkanaler är vanligen jordkanaler utan invändig beklädnad. Djupet måste vara större än båtens djupgående för att medge att returströmmen kan passera under båten utan alltför stor erosion. Havskanaler eller nivåkanaler kännetecknas av att de ligger i samma nivå som havet och har direktkontakt med havet. Om det förekommer höjdskillnader kan slussar anläggas. Navigerbara floder och kanaler brukar med ett samlingsbegrepp kallas för inre vattenvägar (engelska: inland waterways).
Kanalsjöfart har stor ekonomisk betydelse då det är ekonomiskt konkurrenskraftigt för transport av tungt och skrymmande gods där tidsfaktorn har mindre betydelse. Transportvolymerna på de stora vattenvägarna har ökat betydligt under de senaste decennierna.
I Europa har sedan andra världskriget en europeisk standard eftersträvats vid ny- och ombyggnad som minst möjliggör passager med 80 meter långa, 9,5 meter breda pråmar med 2,5 meters djupgående och med 1 350 ton nyttolast.

## Historik
Kanaler har funnits mycket länge. Tidiga folk som perser, egyptier och sumerer byggde bevattningskanaler redan för 5 000 år sedan. På 400-talet f.Kr. byggdes den 250 mil långa Kejsarkanalen i Kina.
Den förste dokumenterade kanalbyggaren var en egyptisk kung vid namn "Skorpion". Han lät anlägga en kanal i norra Egypten ungefär 3000 f.Kr. Många av Hammurabis lagar från 1760 f.Kr. handlar om kanalrelaterade frågor, såsom till exempel öppning, stängning och vattenrättigheter. På världens äldsta bevarade karta, en lertavla föreställande staden Nippur vid Eufrat från cirka 1500 f.Kr. finns kanaler inristade.
Cirka 700 f.Kr. byggde kung Sanherib av Assyrien en åtta mil lång kanal för att förse Nineve med vatten. I Babylonien byggdes Nahrawan, en kanal som var 32 mil lång och 120 meter bred. Denna kanal var del av ett bevattningssystem men den kom också att användas för sjöfart. Så småningom kom också kanaler att byggas enbart för kommunikation.
Kanalbyggandets guldålder sammanföll med den industriella revolutionens genombrott och avslutades med järnvägens genombrott. I England byggdes kanaler speciellt i kolområdena från 1760 och framåt. Byggandet kulminerande under 1790-talet, då 4 800 kilometer kanal fanns i landet. I Sverige där den industriella revolutionen kom ungefär samtidigt med järnvägen fick kanalerna inte samma betydelse som i England. Nya kanaler byggs fortfarande och befintliga byggs om för att klara större fartyg. I Sverige har en ombyggnad påbörjats av Södertälje kanal, som senast uppgraderades på 1970-talet. Byggnationen av en 107 kilometer lång kanal genom Frankrike, som skall gå från floden Oise till Dunkerque-Scheldt-kanalen nära Cambrai beräknas starta år 2022 och vara klar sex år senare.

## Kända kanaler

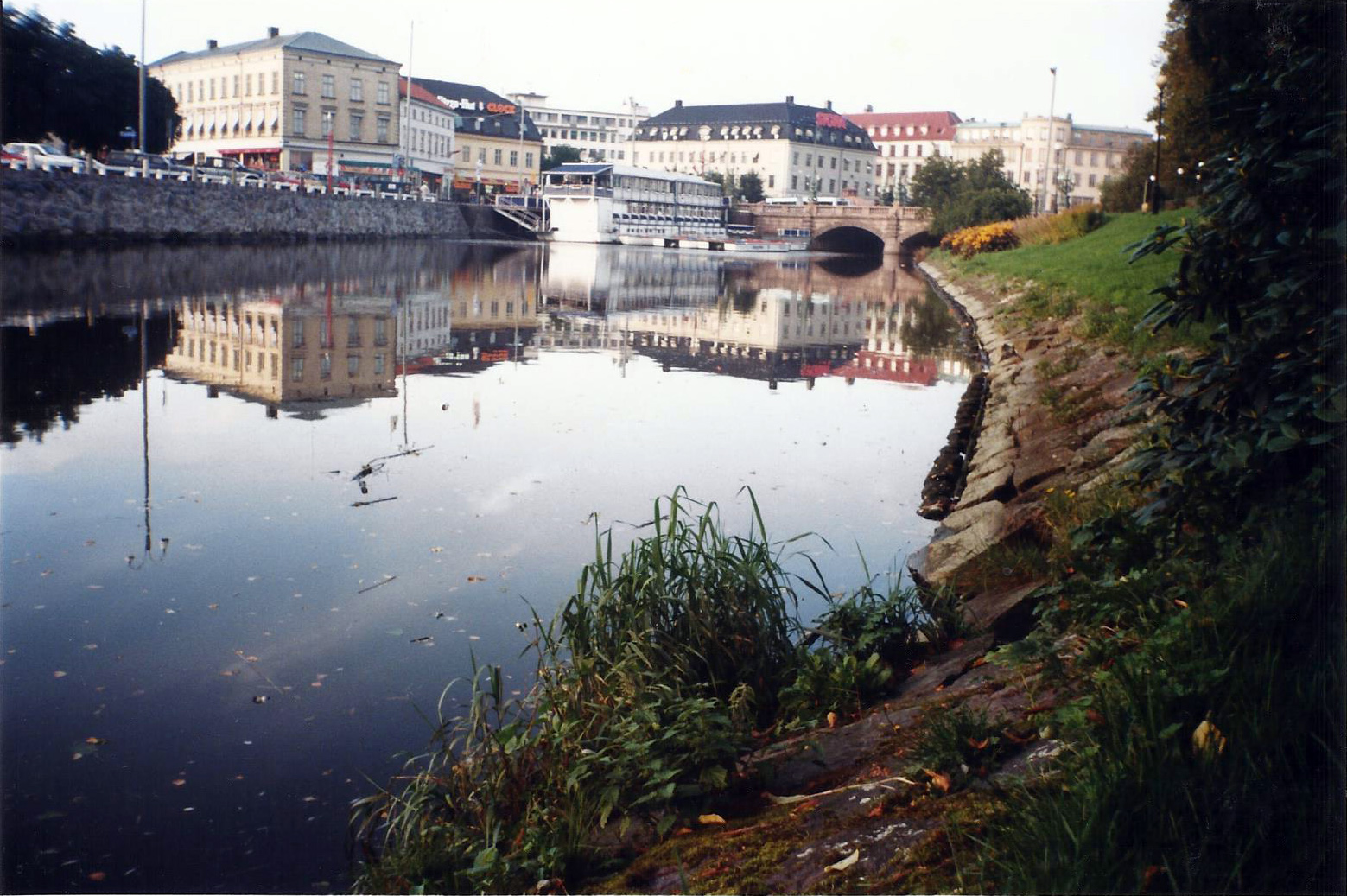
Vallgraven i Göteborg.

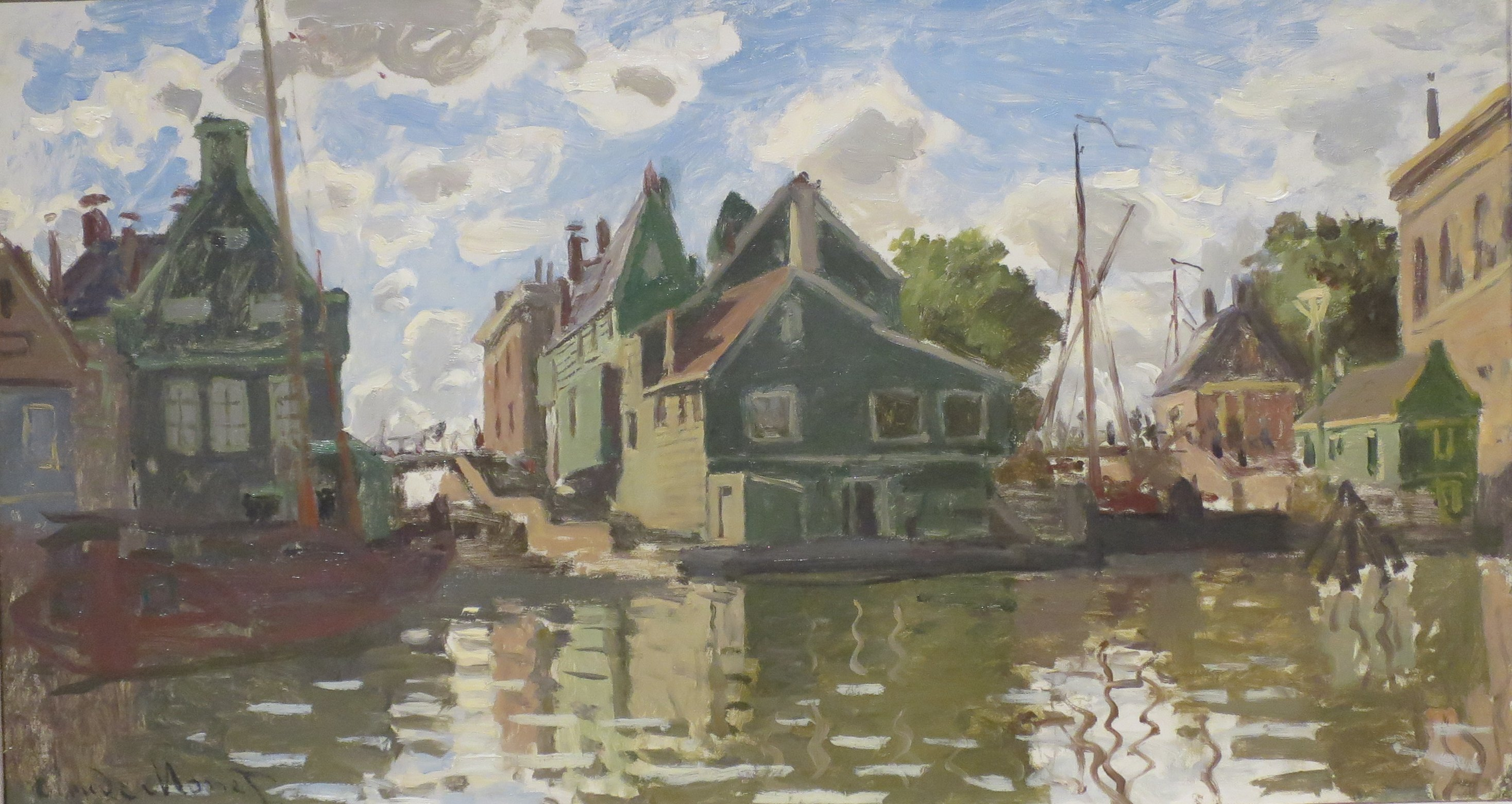
Canal à Zaandam, Claude Monet (1871).

### Havskanaler[1]
- Suezkanalen, öppnad 1869, 169 kilometer lång
- Kielkanalen, öppnad 1895, 99 kilometer lång
- Korinthkanalen, öppnad 1893, 6,3 kilometer lång

### Inre kanaler[1]
- Panamakanalen, öppnad 1914, 82 kilometer lång
- Kejsarkanalen, öppnad 300 f.Kr., 1 790 kilometer lång
- Saint Lawrence Seaway, öppnad 1959, 3 769 kilometer lång
- Rhen-Main-Donaukanalen, öppnad 1845, 3 500 kilometer lång
- Canal du Midi, öppnad 1681, 241 kilometer lång
- Volga–Donkanalen, öppnad 1952, 101 kilometer lång

### Svenska kanaler[1]
- Göta kanal, öppnad 1832, 190,5 kilometer lång
- Dalslands kanal, öppnad 1868, 250 kilometer lång
- Södertälje kanal, öppnad 1819, 6 kilometer lång
- Trollhätte kanal, öppnad 1800, 82 kilometer lång